# Peñas de Herrera
Las Peñas de Herrera son cuatro rocas puntiagudas situadas de norte a sur en la cima de una colina del Sistema Ibérico al oeste del Pico de San Miguel o Moncayo. Anteriormente la colina estaba formada por un glacial que erosionó la parte más débil de la colina dejando actualmente destacada la parte rocosa respecto del demás terreno.

## Altitud
La altitud de la peña más alta, llamada Picarro es de 1564 metros y sirve de señal para delimitar las localidades de Talamantes, Añón de Moncayo, Calcena y Purujosa; las otras tres rocas restantes tiene unas alturas de 1527, 1463 y 1320 metros respectivamente.

## Fauna
En las paredes de las cuatro rocas que forman las peñas habitan águilas, buitres, cuervos; en la llanura de la parte inferior de las rocas habitan liebres, corzos, jabalíes y zorros.

## Flora
En las zonas más bajas de las peñas nos encontraremos con paisajes de encinas y robles; a medida que ascendamos iremos observando como van desapareciendo los árboles y aparecen los arbustos como el hinojo, el tomillo, el romero, la ortiga, la menta y el espliego. También podemos ver algunas plantas características de esta zona del Moncayo como son la clemátide, llamada en Aragón petiquera (Clematis vitalba), la menta de hojas largas (Mentha longifolia), la orquídea rosa (Dactylorhiza elata), el guillomo (Amelanchier ovalis) y el tulipán silvestre (Tulipa sylvestris). 

## Ascensión
El recorrido está señalizado con marcas de pintura roja y blanca que nos llevarán a la cima de las Peñas. Después de pasar la ermita de San Miguel, tomaremos un sendero dirección oeste que nos llevará al barranco de Valdeherrera. El sendero nos lleva hasta un collado entre dos de las Peñas de Herrera,desde donde es muy fácil subir a la más baja y disfrutar del espectacular paisaje.
El trayecto dura unas cuatro horas y media aproximadamte. Se suele ascender en la época que comprende de abril a agosto.